# ميخائيل زاهاريف
ميخائيل زاهاريف (بالبلغارية: Михаил Захариев)‏ هو لاعب كرة قدم بلغاري في مركز الدفاع، ولد في 12 ديسمبر 1972 في بلغاريا. لعب مع ليفسكي صوفيا.